# Zagraj
Zagraj is een plaats in de gemeente Karlovac in de Kroatische provincie Karlovac. De plaats telt 52 inwoners (2001).